# Cyrtarachne friederici
Cyrtarachne friederici är en spindelart som beskrevs av Embrik Strand 1911. Cyrtarachne friederici ingår i släktet Cyrtarachne och familjen hjulspindlar. Inga underarter finns listade i Catalogue of Life.